# Zygodontomys brevicauda
Zygodontomys brevicauda (Зигодонтоміс короткохвостий) — вид гризунів з родини хом'якові (Cricetidae). Є резервуаром Guanarito mammarenavirus, збудника венесуельської геморагічної гарячки.

## Морфологія
Середня вага дорослої особини: 52.22 гр.

## Проживання
Країни проживання: Бразилія; Колумбія; Коста-Рика; Французька Гвіана; Гаяна; Панама; Суринам; Тринідад і Тобаго; Венесуела. Цей вид рясніє на луках, на вирубках, болотистій місцевості, вторинних насадженнях і сільськогосподарських угіддях.

## Поведінка
Цей вид веде нічний і наземний спосіб життя. Його дієта включає в себе насіння, фрукти і зелений рослинний матеріал. Цей вид робить короткі нори в берегах річок або під корінням дерев, викладаючи внизу гнізда з трав і рослин.
Розмноження може відбуватись цілий рік. Вагітність всередньому триває 25,39 днів, середній розмір виводку 4.1.

## Загрози та охорона
Здається, немає серйозних загроз для цього виду. Зустрічається в кількох охоронних територіях у всьому діапазоні поширення.
| Панда | Це незавершена стаття з теріології. Ви можете допомогти проєкту, виправивши або дописавши її. |